# 陳玟卉
陳玟卉（英語：Chen Wen-Huei，1997年2月23日—）台灣女性舉重運動員。

## 生平
陳玟卉原先為田徑三鐵選手，後因不喜歡跑步因此於國二時改練舉重。陳玟卉原先為女子71公斤量級前全國紀錄保持人，後來降至63公斤量級出賽世界大學舉重錦標賽。 2021年陳玟卉以世界排名第7名的成績取得奧運參賽門票，為陳玟卉首次參加奧運。

## 國際賽經歷
2021年參加2020年亞洲舉重錦標賽64公斤量級，以抓舉100公斤、挺舉128公斤、總和228公斤包辦三面金牌。
2021年入選中華台北代表團參加2020年東京奧運女子舉重64公斤級項目，以抓舉103公斤、挺舉127公斤、總和230公斤的成績獲得銅牌。

## 外部連結
- 陳玟卉的Instagram帳戶